# Projekt 30 Mixtape
Projekt 30 Mixtape – album duetu Fu & DJ Element wydany w 2010 roku przez wytwórnię Prosto. Singlem promującym jest utwór "Ukryty Szept". Na płycie znajdują się remiksy utworów z dwóch ostatnich płyt Fu (Krew i dusza i Retrospekcje) oraz nowe, niepublikowane wcześniej utwory.

## Lista utworów
Opracowano na podstawie źródła.
1. "Projekt 30"
2. "Ukryty szept" (gościnnie Pablo)
3. "Ekskluzywny nokaut" (gościnnie WWO)
4. "Te życie
5. "Apokalipsa 2012 r. (gościnnie Dynam)
6. "To do Ciebie, Krzysiu"
7. "Głębia myśli"
8. "Miłość czy nienawiść?"
9. "Jestem tym gościem" (gościnnie Buszu, Toony)
10. "Urodzony 19 maja"
11. "Imperium zła" (gościnnie Rocca)
12. "Prawda prosto w serce"
13. "Jedziesz po zwycięstwo" (gościnnie Kuba T)
14. "Sarkazm" (gościnnie Kajman)
15. "Nowa rewolucja"
16. "Udah Udah 2" (gościnnie Jamal, Ej TM)
17. "To jest mój świat"
18. "Bliski dla bliskich" (gościnnie Koras)
19. "Miasto W 2"
20. "Zimny wiatr" (gościnnie Kala)
21. "One fire" (gościnnie Pablo, Iigih Paul)
22. "Gdzie teraz jesteś?"
23. "Materialne tango"
24. "Mamy to we krwi" (gościnnie Wojtas, Norek)
25. "Blizny wegetacji" (gościnnie Brahu)
26. "Miasto wchłania klasykę" (gościnnie Mes)